# Moudja Sié Ouattara
Moudja Sié Ouattara (sinh ngày 20 tháng 5 năm 2002) là một cầu thủ bóng đá chuyên nghiệp người Bờ Biển Ngà hiện tại đang thi đấu ở vị trí tiền đạo cho câu lạc bộ Tondela tại Liga Portugal 2.

## Sự nghiệp thi đấu

### Bordeaux
Gia nhập từ Paris FC vào năm 2017, Ouattara ký hợp đồng chuyên nghiệp đầu tiên với Bordeaux vào tháng 6 năm 2020, kéo dài đến tháng 6 năm 2023. Vào ngày 2 tháng 1 năm 2022, anh có trận ra mắt chuyên nghiệp cho câu lạc bộ trong trận thua 3–0 trước Brest tại Cúp bóng đá Pháp.

### Cholet
Vào ngày 13 tháng 6 năm 2022, Ouattara ký hợp đồng với câu lạc bộ Cholet tại Championnat National.